# Campionat d'Europa d'atletisme en pista coberta de 1978
El Campionat d'Europa d'atletisme en pista coberta de 1978 fou la novena edició del Campionat d'Europa d'atletisme en pista coberta. La competició es digué a terme a la ciutat de Milà (Itàlia) entre els dies 11 i 12 de març de 1978 sota l'organització de l'Associació Europea d'Atletisme (AEA) i la Federació Italiana d'atletisme.
La competició es dugué a terme al Palau d'Esports de San Siro.

## Participants
Hi participaren un total de 252 atletes de 25 nacions diferents:
- Àustria (4)
- Bèlgica (6)
- Bulgària (13)
- Espanya (7)
- Finlàndia (10)
- França (18)
- Grècia (2)
- Hongria (8)
- Islàndia (3)
- Itàlia (29)
- Iugoslàvia (6)
- Liechtenstein (1)
- Països Baixos (7)
- Noruega (2)
- Polònia (22)
- Portugal (1)
- Regne Unit (10)
- RDA (14)
- RFA (26)
- Romania (6)
- Suècia (6)
- Suïssa (6)
- Turquia (3)
- Txecoslovàquia (11)
- Unió Soviètica (31)

## Resutats

### Categoria masculina
| Event                      | Or                        | Or      | Plata                       | Plata   | Bronze                    | Bronze  |
| 60 metres llisos detalls   | Nikolay Kolesnikov (URS)  | 6.64    | Petar Petrov (BUL)          | 6.66    | Aleksandr Aksinin (URS)   | 6.73    |
| 400 metres llisos detalls  | Pietro Mennea (ITA)       | 46.51   | Ryszard Podlas (POL)        | 46.55   | Nikolay Chernetskiy (URS) | 46.72   |
| 800 metres llisos detalls  | Markku Taskinen (FIN)     | 1:47.35 | Olaf Beyer (GDR)            | 1:47.68 | Roger Milhau (FRA)        | 1:47.8a |
| 1500 metres llisos detalls | Antti Loikkanen (FIN)     | 3:38.16 | Thomas Wessinghage (FRG)    | 3:38.23 | Jürgen Straub (GDR)       | 3:40.2a |
| 3000 metres llisos detalls | Markus Ryffel (SUI)       | 7:49.5a | Emiel Puttemans (BEL)       | 7:49.9a | Jörg Peter (GDR)          | 7:50.1a |
| 60 metres tanques detalls  | Thomas Munkelt (GDR)      | 7.62    | Vyacheslav Kulebyakin (URS) | 7.72    | Giuseppe Buttari (ITA)    | 7.86    |
| Salt d'alçada detalls      | Vladimir Yashchenko (URS) | 2.35    | Rolf Beilschmidt (GDR)      | 2.29    | Wolfgang Killing (FRG)    | 2.27    |
| Salt amb perxa detalls     | Tadeusz Ślusarski (POL)   | 5.45    | Vladimir Trofimenko (URS)   | 5.40    | Vladimir Sergiyenko (URS) | 5.40    |
| Salt de llargada detalls   | László Szalma (HUN)       | 7.83    | Ronald Desruelles (BEL)     | 7.75    | Vladimir Tsepelyov (URS)  | 7.73    |
| Triple salt detalls        | Anatoliy Piskulin (URS)   | 16.82   | Keith Connor (GBR)          | 16.53   | Aleksandr Yakovlev (URS)  | 16.47   |
| Llançament de pes detalls  | Reijo Ståhlberg (FIN)     | 20.48   | Władysław Komar (POL)       | 20.16   | Geoff Capes (GBR)         | 20.11   |

### Categoria femenina
| Event                      | Or                       | Or      | Plata                    | Plata   | Bronze                     | Bronze  |
| 60 metres llisos detalls   | Marlies Oelsner (GDR)    | 7.12    | Linda Haglund (SWE)      | 7.18    | Lyudmila Storozhkova (URS) | 7.27    |
| 400 metres llisos detalls  | Marina Sidorova (URS)    | 52.42   | Rita Bottiglieri (ITA)   | 53.18   | Karoline Käfer (AUT)       | 53.56   |
| 800 metres llisos detalls  | Ulrike Bruns (GDR)       | 2:02.3a | Totka Petrova (BUL)      | 2:02.5a | Mariana Suman (ROM)        | 2:03.4a |
| 1500 metres llisos detalls | Ileana Silai (ROM)       | 4:07.1a | Natalia Mărășescu (ROM)  | 4:07.4a | Brigitte Kraus (FRG)       | 4:07.6a |
| 60 metres tanques detalls  | Johanna Klier (GDR)      | 7.94    | Grażyna Rabsztyn (POL)   | 8.07    | Silvia Kempin (FRG)        | 8.15    |
| Salt d'alçada detalls      | Sara Simeoni (ITA)       | 1.94    | Brigitte Holzapfel (FRG) | 1.91    | Urszula Kielan (POL)       | 1.88    |
| Salt de llargada detalls   | Jarmila Nygrýnová (TCH)  | 6.62    | Ildikó Erdélyi (HUN)     | 6.49    | Sue Reeve (GBR)            | 6.48    |
| Llançament de pes detalls  | Helena Fibingerová (TCH) | 20.67   | Margitta Droese (GDR)    | 19.77   | Eva Wilms (FRG)            | 19.24   |

## Medaller
| Núm. | País           | Or | Argent | Bronze | Total |
| ---- | -------------- | -- | ------ | ------ | ----- |
| 1    | RDA            | 4  | 3      | 3      | 10    |
| 2    | Unió Soviètica | 4  | 2      | 6      | 12    |
| 3    | Finlàndia      | 3  | 0      | 0      | 3     |
| 4    | Itàlia         | 2  | 1      | 1      | 4     |
| 5    | Txecoslovàquia | 2  | 0      | 0      | 2     |
| 6    | Polònia        | 1  | 3      | 1      | 5     |
| 7    | Romania        | 1  | 1      | 1      | 3     |
| 8    | Hongria        | 1  | 1      | 0      | 2     |
| 9    | Suïssa         | 1  | 0      | 0      | 1     |
| 10   | RFA            | 0  | 2      | 3      | 5     |
| 11   | Bèlgica        | 0  | 2      | 0      | 2     |
| 11   | Bulgària       | 0  | 2      | 0      | 2     |
| 13   | Regne Unit     | 0  | 1      | 2      | 3     |
| 14   | Suècia         | 0  | 1      | 0      | 1     |
| 15   | Àustria        | 0  | 0      | 1      | 1     |
| 15   | França         | 0  | 0      | 1      | 1     |
|      | TOTAL          | 19 | 19     | 19     | 57    |